# Bjala Reka (Plovdiv)
Bjala Reka (Bulgaars: Бяла река) is een dorp in Bulgarije. Het dorp is gelegen in de gemeente Parvomaï, oblast Plovdiv. Het dorp ligt hemelsbreed ongeveer 44 km ten zuidoosten van Plovdiv en 173 km ten zuidoosten van de hoofdstad Sofia. 

## Bevolking
Op 31 december 2020 telde het dorp Bjala Reka 602 inwoners. Het aantal inwoners vertoont al jaren een dalende trend: in 1956 had het dorp nog 1.847 inwoners.
| Bevolkingsontwikkeling tussen 1934 en 2020          |
| --------------------------------------------------- |
|                                                     |
| Bron: Nationaal Statistisch Instituut van Bulgarije |

Het dorp wordt grotendeels bewoond door etnische Bulgaren, maar er is ook een substantiële minderheid van Roma. In de volkstelling van 2011 identificeerden 598 van de 757 ondervraagden zichzelf met de "Bulgaarse etniciteit". De overige ondervraagden identificeerden zichzelf vooral als "Roma" (145 personen, of 19,2%), maar ook als etnische “Turken” (14 personen, 1,8%).
| Etnische samenstelling van de respondenten (2011) | Etnische samenstelling van de respondenten (2011) | Etnische samenstelling van de respondenten (2011) | Etnische samenstelling van de respondenten (2011) | Etnische samenstelling van de respondenten (2011) |
| ------------------------------------------------- | ------------------------------------------------- | ------------------------------------------------- | ------------------------------------------------- | ------------------------------------------------- |
|                                                   |                                                   |                                                   |                                                   |                                                   |
| Bulgaren                                          | Bulgaren                                          |                                                   | 79,0%                                             | 79,0%                                             |
| Turken                                            | Turken                                            |                                                   | 1,8%                                              | 1,8%                                              |
| Roma                                              | Roma                                              |                                                   | 19,2%                                             | 19,2%                                             |
| Anders/Onbekend                                   | Anders/Onbekend                                   |                                                   | 0,0%                                              | 0,0%                                              |